# قص (فيزياء)

عملية القص في علم ميكانيكا الاستمرارية تُشير إلى حدوث تشويه بالقص حيث يحدث تشوه لمادة الجسم حيث تنزلق الأسطح الداخلية المتوازية للمادة فوق بعضها، ويحدث القص نتيجة تأثير إجهاد القص علي المادة أو الجسم، والتشوه الحادث نتيجة إجهاد القص يختلف عن التشوه الحادث نتيجة الإجهاد الحجمي حيث يحدث تغير في حجم المادة نتيجة تأثير الإجهاد.
وعادة تُشير كلمة قص تحديدًا إلى عملية ميكانيكية والتي يحدث فيها إجهاد لدن (دائم) علي المادة وليس إجهاد مرن تعود بعدها المادة إلى حالتها الأصلية بعد إزالة الإجهاد المؤثر عليها، حيث أن تشوه إجهاد القص دائم ولا يمكن إزالته أو العودة للحالة السابقة للمادة، ويحدث ذلك التشوه عندما تصل المادة إلى نقطة الانهيار، وينتج أحيانًا عن عملية القص تشوه حجمي مصاحب للقص، ويرتبط التشوه الحجمي بالقص في علم ميكانيكا التربة بالتغير الايساعي، إذا زاد الحجم أو دمك التربة إذا نقص الحجم.
ومركز القص أو محور القص هي نقطة تخيلية في قطاع الجسم حيث تأثير قوى القص علي الجسم دون أن تسبب حدوث ليّ، ومركز القص لا يكون عادة هو نفسه مركز الكتلة، وعندما يكون لدينا مساحة مقطعية متماثلة حول محور واحد فإن محور القص يكون هو نفسه محور التماثل، وإذا كانت المساحة المقطعية لها محورين للتماثل يكون مركز القص هو مركز الكتلة للجسم.
وفي بعض المواد مثل المعادن والبلاستيك والمواد الحبيبية مثل الرمل والتربة تتموضع حركة القص سريعًا في نطاق ضيق، ويحدث الانزلاق للأسطح الداخلية للمواد بجوار ذلك النطاق حيث تنتقل جزيئات المادة علي جانبيه بدون حدوث تشوه داخلي في المادة، وهناك حالة خاصة لتمركز القص تحدث في المواد الهشة حيث تنهار أو تنكسر مباشرة، على سبيل المثال:تكتونيات الصفائح التي تحدث في طبقات الأرض حيث تنزلق طبقات القشرة الأرضية علي طول أماكن التقصف.